# Siegfried Stötzner

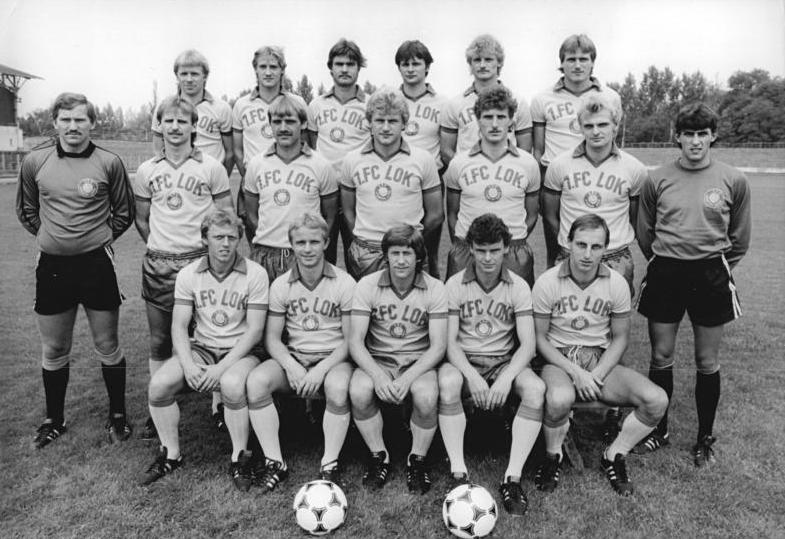
Siegfried Stötzner (Mitte Reihe, erster vorn links) mit 1. FC Lokomotive Leipzig in 1983

Siegfried Stötzner (* 24. Februar 1951) ist ein ehemaliger deutscher Fußballtorwart. Für die BSG Chemie Leipzig und den 1. FC Lokomotive Leipzig spielte er in den 1970er und 1980er Jahren in der DDR-Oberliga, der höchsten Spielklasse im DDR-Fußball.

## Sportliche Laufbahn
Bis 1973 spielte Siegfried Stötzner für die Betriebssportgemeinschaft (BSG) Medizin in Markkleeberg in der viertklassigen Bezirksklasse Leipzig. Mit Beginn der Saison 1973/74 wurde er zum Oberligisten Chemie Leipzig delegiert, der seinen bisherigen Stammtorwart Ralf Heine wegen dessen Kontakten zu Verwandten in der Bundesrepublik nicht mehr in der Oberliga einsetzen durfte. Der 1,87 m große Stötzner bestritt 1974/75 20 der 26 Oberligapunktspiele, anschließend stieg die BSG Chemie in der zweitklassige DDR-Liga ab. Dort hatte sich Stötzner mit seinen Konkurrenten Hans Hofmann und Reinhard Menzel auseinanderzusetzen und kam nur in sieben der 22 Punktspiele zum Einsatz. Erst als Chemie die Aufstiegsrunde zur Oberliga erreichte, konnte Stötzner alle acht Qualifikationsspiele bestreiten, die zum Wiederaufstieg führten. In der Oberligasaison 1975/76 war Stötzner unangefochten die Nummer eins im Tor von Chemie Leipzig, er wurde in allen 26 Punktspielen eingesetzt. Die Leipziger schafften jedoch nicht den Klassenerhalt und verbrachten die folgenden drei Spielzeiten wieder in der DDR-Liga. Auch in der DDR-Liga-Saison 1976/77 war Stötzner zunächst wieder Chemie-Stammtorwart. Nachdem er in der Hinrunde 13 Punktspiele bestritten hatte, wurde er zu Beginn der Rückrunde an den Lokalrivalen und Oberligisten 1. FC Lokomotive Leipzig abgegeben. Dort hatte er aber gegenüber dem seit zwei Jahren fungierenden Stammtorhüter Werner Friese keine Chance und kam nur am 23. Spieltag zu einem Kurzeinsatz von 20 Minuten. Während der Spielzeit 1977/78 profitierte er von Frieses langfristiger Verletzung, den er vom 10. bis zum 26. und letzten Oberligaspieltag vertrat. Anschließend übernahm Stötzner den Platz als Stammtorwart für zwei Spielzeiten, in denen er bei den 52 Oberligaspielen 47-mal aufgeboten wurde. Die Saison 1978/79 wurde zu seiner erfolgreichsten Spielzeit. Neben seinen 26 Einsätzen in der Oberliga wurde er in allen sieben DDR-Pokalspielen bis zum Halbfinale aufgeboten und bestritt auch die beiden UEFA-Pokal-Spiele gegen den FC Arsenal (0:3, 1:4). Außerdem wurde er im Frühjahr 1979 in den Kader der Fußball-Olympiaauswahl der DDR aufgenommen, für die er vier Testspiele bestritt. Seit 1976 gehörte der Torwart der DDR-Juniorennationalmannschaft René Müller zum erweiterten Kader der Oberligamannschaft des 1. FC Lok. Er löste von der Saison 1980/81 an Stötzner als Nummer eins im Tor ab, sodass dieser bis zum Ende der Saison 1982/83 nur noch fünfmal in Oberligaspielen zum Einsatz kam. Für die Spielzeiten 1983/84 und 1984/85 wurde Stötzner noch für die Oberligamannschaft des 1. FC Lok nominiert, kam aber nicht mehr zum Einsatz. Nachdem im Sommer 1985 das Ende seiner Laufbahn bekanntgegeben worden war, hatte Stötzner eine Bilanz von 116 Oberliga- und 28 DDR-Liga-Spielen (einschließlich Aufstiegsrunde) aufzuweisen. Außerdem wurde er 1977 und 1978 in drei Europapokalspielen eingesetzt.